# Westwaggon

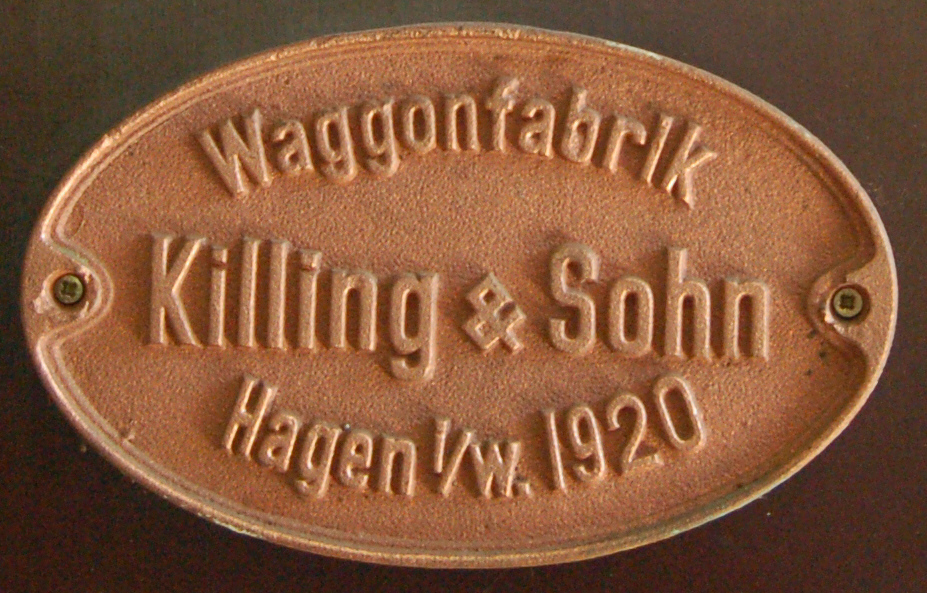
Logo uit 1920

Vereinigte Westdeutsche Waggonfabriken was een Duitse fabrikant van spoorwegmaterieel en trams. Als algemene aanduiding naar buiten werd de kortere naam Westwaggon gebruikt. 

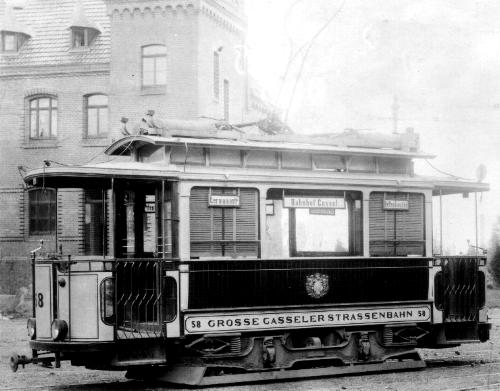
Foto uit 1899 van een metrowagon.

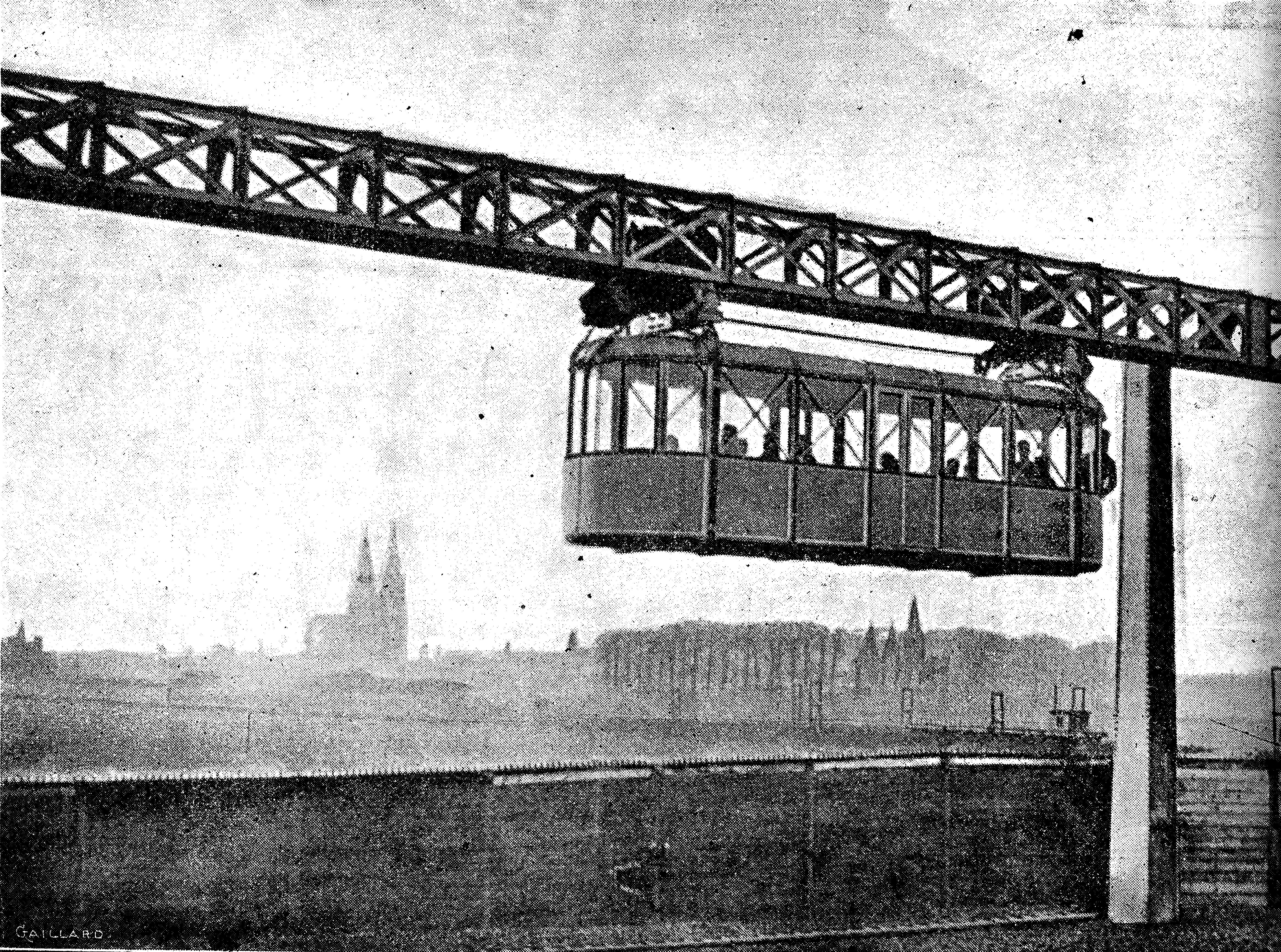
Hangend spoor in Duitsland ontwikkeld in 1895 door Van der Zypen & Charlier.

## Geschiedenis
Na de Eerste Wereldoorlog zakte de afzetmarkt van Duitse spoorwegfabrikanten in. Dit lag deels aan de beurscrisis in Duitsland, en deels aan de afgenomen export van spoorwegmaterieel. Om toch het hoofd boven water houden besloten enkele fabrikanten te fuseren. 

### Van der Zypen & Charlier
De firma Van der Zypen & Charlier in Köln-Deutz, was een sinds 1845 bestaande onderneming op het gebied van spoorwegmaterieel, die betrokken was bij vele ontwikkelingen op het gebied van elektrische tractie bij de spoorwegen.
- In 1895 bouwde Van der Zypen & Charlier volgens een constructie van Eugen Langen op het bedrijfsterrein een enkelrailige testbaan. Dit principe vormde de basis voor de Wuppertaler Schwebebahn, die eveneens door Van der Zypen & Charlier gebouwd werd.
- Samen met gezaghebbende ondernemingen werd Van der Zypen & Charlier in 1899 lid van de Studiengesellschaft für Elektrische Schnellbahnen (St.E.S.) en leverde de locomotieven voor de hogesnelheidsritten, die door AEG en Siemens met draaistroommotoren werden uitgerust. De locomotieven bereikten telkens snelheden van meer dan 200 km/h.
- Van der Zypen bouwde ook het eerste materieel voor de U-Bahn van Berlijn in 1902.
- Het eerste elektrische treinstel voor de Hamburg-Altonaer Stadt- und Vorortbahn, (dat later als DRG Baureihe ET 99 in dienst kwam) werd in 1906 voor de S-Bahn van Hamburg gebouwd.
- In 1918 leverde de firma twee prototypes voor de later als elektrisch uitgevoerde U-Bahn van Berlijn.
- Verder werden voor tal van steden in binnen- en buitenland trams gebouwd.

Van der Zypen & Charlier ontwikkelde in 1925 ook een vrachtwagen met BMW-motor. Verder dan een prototype is het niet gekomen.
Met hulp van de Deutsche Bank nam Van der Zypen de veel kleinere ondernemingen Killing & Söhne in Hagen en Düsseldorfer Eisenbahnbedarf (voorheen Carl Weyer & Cie) in Düsseldorf over. Hierbij werd de naam van de onderneming gewijzigd in Westwaggon.

### Westwaggon
In 1928 trad ook de Wagonfabriek van de gebroeders Gastell in Mainz-Mombach tot Westwaggon toe. In 1930 werd ook Waggonfabrik Fuchs in Heidelberg overgenomen, maar Westwaggon verkocht deze later door. Na de overname van Gastell werden de fabrieken in Hagen en Düsseldorf gesloten en ging men uitsluitend nog produceren in Keulen en Mainz.

In 1951 kwam het tot een samenwerking met de Keulse motoren-, voertuigen- en locomotieffabrikant Klöckner-Humboldt-Deutz AG (KHD), waarmee voorheen ook goede relaties werden onderhouden. Eugen Langen, medeoprichter van de Deutzer Motorenwerke, was tegelijkertijd ingenieur en mede-eigenaar van Van der Zypen. KHD breidde in de jaren daaropvolgend haar bezit in Westwaggon uit en nam het bedrijf in 1959 volledig over.

Enkele constructies van Westwaggon:
- Een innovatieve constructie voor trams tussen 1930 en 1950 was de ontwikkeling van het drieassige onderstel naar het Zwitserse Buchli-principe , waarmee het mogelijk was geworden langere trams dan de tot dan gebruikelijke tweeassige trams te bouwen
- Men kon vanaf nu ook de relatief zware draaistellen onder een vierassige tram monteren.
- In 1938 werd een door dieselmotoren aangedreven lichtstalen sneltreinstel gebouwd naar ontwerp van Franz Kruckenberg. Dit treinstel bereikte op testritten snelheden van 215 km/h. De Tweede Wereldoorlog verhinderde echter de doorontwikkeling van dit treinstel.
- In 1950 bouwde Westwaggon enkele prototypes spoorwegrijtuigen voor de Deutsche Bundesbahn. Deze rijtuigen zouden later model staan voor het UIC-X-Rijtuig, waarvan er meer dan 6000 exemplaren gebouwd werden.

### Klöckner Humboldt Deutz
De overname van  Westwaggon leidde tot het verplaatsen van productiefaciliteiten binnen het KHD-concern: De fabricage van rijtuigen en locomotieven werd geheel verplaatst naar Keulen, terwijl in Mainz enkel bussen Magirus-Deutz (later IVECO) werden gebouwd.

Op de productielocatie in Keulen kon KHD vanaf nu ook tot de bouw van grote diesellocs overgaan. In het verleden werden alleen kleinere locs voor veld- en veenspoor of voor rangeerdoeleinden gebouwd.

Doordat de verkoop van trams in de jaren vijftig en zestig afnam, werd de productie hiervan in 1964 beëindigd; dit terwijl Westwaggon in de jaren vijftig (na Düwag) nog de tweede Duitse fabrikant was van trammaterieel. In 1970 werd ook de fabricage van locomotieven beëindigd.
KHD ontwierp ook voor de Köln-Bonner Eisenbahnen het zilverkleurige lichtgewicht treinstel. Deze treinstellen reden als KBE Silberpfeile op de Rheinuferbahn in de jaren 60 sneller van Keulen naar Bonn dan de reguliere treinen van de Bundesbahn. Het prototype van het treinstel werd in 1960 nog door KHD geleverd, maar de in 1964 in dienst gestelde serie treinstellen moesten vanwege de sluiting van de fabriek voor trams en treinstellen door Waggonfabrik Donauwörth gebouwd worden. 